# Sorex maritimensis
Sorex maritimensis е вид бозайник от семейство Земеровкови (Soricidae).

## Разпространение
Видът е разпространен в Канада.